# HYBNET
Als HYBNET (von hybrides Breitbandnetz) wird das ARD-interne Glasfaser-Leitungsnetz bezeichnet, das die angeschlossenen Standorte (Rundfunkanstalten) miteinander verbindet. Einige Landesrundfunkanstalten der ARD betreiben in ihrem Einzugsgebiet eigene Netze, die auf ähnlichen Strukturen wie das Hybnet aufbauen.

## Idee und Entwicklung
Aufgrund einer Vorgabe der Europäischen Kommission zu Beginn der 1980er Jahre wurde vom damaligen Minister für das Post- und Fernmeldewesen der Bundesrepublik, Christian Schwarz-Schilling, die Liberalisierung des Post- und Fernmeldewesens in Deutschland eingeleitet und strikt vorangetrieben.
Nachdem sich etwa 1988 abzeichnete, dass nach dem Wegfall des Übertragungsmonopols der Deutschen Bundespost künftig auch private Netzträgerschaften möglich sein würden, befasste sich der Bayerische Rundfunk unter Federführung seines Technischen Direktors, Frank Müller-Römer, intensiv mit Fragen der Planung und eines künftigen Betriebs eines rundfunkeigenen digitalen Übertragungsnetzes, welches die verschiedenen Standorte der öffentlich-rechtlichen Rundfunkanstalten miteinander verbinden sollte. Darüber könnten dann die Fernseh- und Hörfunkübertragungen sowie die Kommunikation zwischen den Rundfunkanstalten in eigener Regie wesentlich kostengünstiger erfolgen.
Die ARD richtete unter Leitung von Müller-Römer eine Arbeitsgruppe ein, welche bis 1996 die Grundlagen für eine Ausschreibung für ein integriertes digitales Übertragungsnetz (HYBNET) erarbeitete. Das ZDF schied bereits zu Beginn der Projektarbeiten aus der Arbeitsgruppe aus. Die Ausschreibung gewann 1999 T-Systems. Die Inbetriebnahme erfolgte 2002/2003 durch die Media Broadcast. Wenige Jahre später wurden eine Erweiterung und Optimierung der Netzstruktur vorgenommen.

## Topologie
Basistechnologie des Hybnet ist SDH auf der Hierarchiestufe STM-16 mit einer nominalen Datenrate von knapp 2,5 Gbit/s.
Die physikalische Netztopologie ist in Form von zwei Ringen ausgelegt. Am Nordring sind die Standorte Leipzig, Berlin, Hamburg, Bremen, Köln und Frankfurt am Main angeschlossen, der Südring teilt sich mit dem Nordring die Spange Frankfurt am Main – Leipzig und verbindet die Standorte Saarbrücken, Baden-Baden, Stuttgart und München. Jedes Segment der Ringe besteht aus disjunkt (räumlich getrennt) verlegten Glasfasern, die einen 1+1-Schutz der physikalischen Verbindung ermöglichen.

## Netz im Netz
Das HYBNET stellt als „Netz für alles“ verschiedene Dienste zur Verfügung, die zum Teil vormals als eigenständige Netze betrieben wurden.
- Die ehemals von der Deutschen Bundespost und Media Broadcast betriebenen Dauerleitungsnetze für Hörfunk und Fernsehen wurden mit ihrer logischen sternförmigen Topologie abgebildet. Verschaltung und Disposition dieser Leitungen findet in Frankfurt am Main im Fernseh- und Hörfunksternpunkt der ARD auf dem Gelände des Hessischen Rundfunks statt.
- Die Verteilung des in Frankfurt am Main abgewickelten ersten Programms der ARD an die Rundfunkanstalten in einem logisch ringförmigen Netz (Distribution Fernsehen).
- Das Corporate Network (CN) stellt den ARD-Rundfunkanstalten und Partner-Anstalten (ORF, SRG …) ISDN-Verbindungen über eine eigene Hardware zur Verfügung. Eigene Breakout-Punkte zum PSTN ermöglichen ein optimiertes und ausfallsicheres Gesprächs-Routing.
- Über das integrierte ATM werden IP-Traffic und permanente und zeitlich begrenzte Audio- und Videodienste in Echtzeit (Ton- und Bildleitungen) abgewickelt. Über den Rundfunkservicemultiplexer von Telekom ATM Broadcast Services können Anwender Audio- und Videoverbindungen im Selbstwählbetrieb aufbauen.

## Betrieb
Das Hybnet wurde seit der Inbetriebnahme in den Jahren 2002/2003 im Auftrag der ARD von Media Broadcast betrieben und vom ARD-Stern administriert. Seit dem 1. Januar 2011 nutzen die Rundfunkanstalten der ARD, das Deutschlandradio und die Deutsche Welle das durch Vodafone realisierte Breitbandübertragungsnetz „HYBNET-Neu“ mit einer LWL-/DWDM-Infrastruktur, die in Summe eine Transportkapazität von 98 mal 10 Gbit/s bereitstellt. Die eigentlichen Fernseh-, Hörfunk- und Transportdienste werden mittels IP-/MPLS-Technologie abgebildet. Seit Anfang 2019 ist der Nachfolger „HYBNET III“ in Betrieb.
Die Einführung des HYBNET hat für die ARD zu deutlichen Kostensenkungen in den Bereichen Programmzuführung, Programmaustausch, Telekommunikationsdienstleistung und Datentransport sowie zu Personaleinsparungen in den mit den Beitragsüberspielungen betrauten Schalträumen in zweistelliger Millionenhöhe jährlich geführt.